# Байраки
Байра́ки (рум. Mogoșești) — село в Україні, у Герцаївській міській громаді Чернівецького району Чернівецької області. 

## Історія
Поселення відоме з XVII століття.
З 24 серпня 1991 року село входить до складу незалежної України.
У 2018 році шляхом об'єднання сільських рад, село увійшло до складу Герцаївської міської громади.
До адміністративної реформи 19 липня 2020 року село належало до Герцаївського району, після його ліквідації, увійшло до складу Чернівецького району.

## Населення

### Мова
Розподіл населення за рідною мовою за даними перепису 2001 року:
| Мова            | Кількість | Відсоток |
| --------------- | --------- | -------- |
| румунська       | 1840      | 98.50%   |
| українська      | 16        | 0.86%    |
| російська       | 5         | 0.27%    |
| інші/не вказали | 7         | 0.37%    |
| Усього          | 1868      | 100%     |

## Релігія

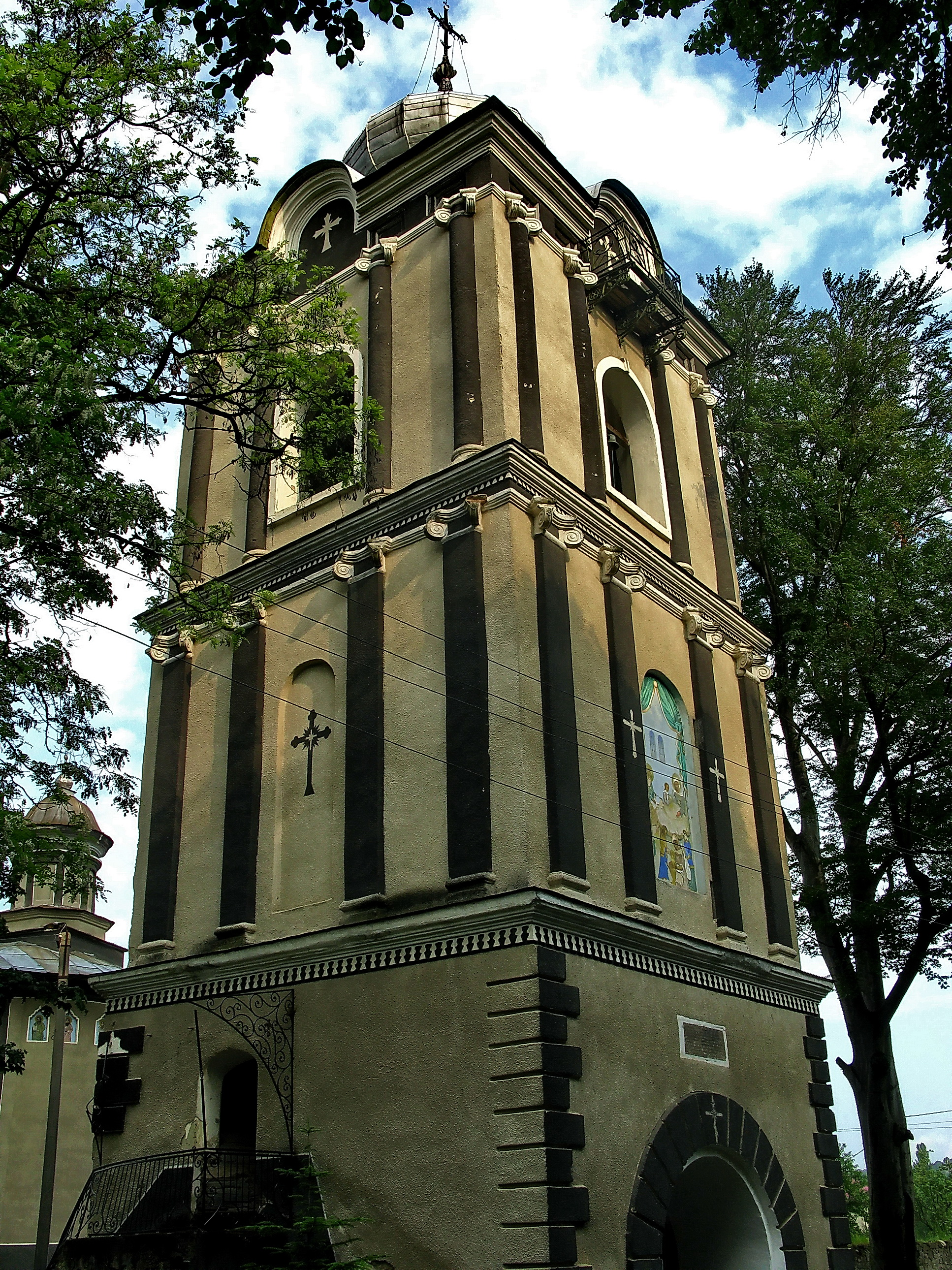
Дзвіниця церкви Різдва Богородиці

- Церква Різдва Богородиці — найкращий зразок Герцаївського будівництва XVII ст., поєднання бароко та галицької школи церковної архітектури.

## Інфраструктура
В селі функціонують:
- Байраківський навчально-виховний комплекс.
- Байраківська дільнична лікарня.
- Сільська бібліотека.
- Млин.
- Відділення Укрпошти.
- Байраківський сільський старостат.